# Salvia caespitosa
Salvia caespitosa es una planta herbácea de la familia de las lamiáceas. Es originaria del sur de Anatolia. 

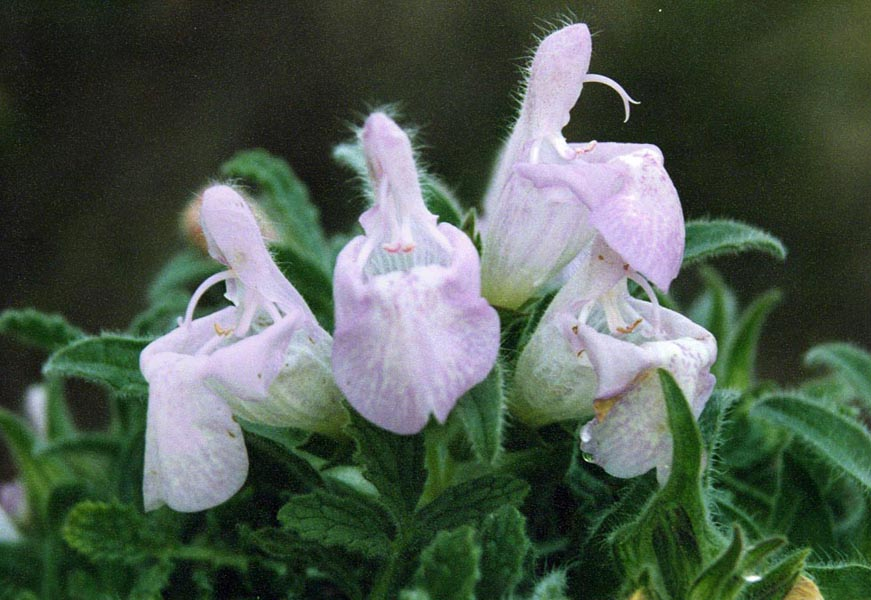
Detalle de las flores

## Descripción
Ha crecido en el sector hortofrutícola desde 1950, por lo general en los jardines de roca, debido a su porte enano. Con hojas divididas y tallos que crecen en racimos, en lugar de ser espaciados uniformemente. Las flores son rosadas pálidas lilas, de alrededor de 4 cm de largo, que crecen en inflorescencias muy cortas que son apenas más largas que las hojas.

## Taxonomía
Salvia caespitosa fue descrita por Montbret & Aucher ex Benth. y publicado en Annales des Sciences Naturelles; Botanique, sér. 2, 6: 39. 1836.
Etimología
Ver: Salvia
caespitosa: epíteto latino que significa "cespitosa", donde se refiere a su hábito de "crecer en grupos densos o mechones"
Sinonimia
- Salvia pectinifolia Fisch. & C.A.Mey.	[4][5]